# Benzoat de amoniu
Benzoatul de amoniu este sarea amoniului cu acidului benzoic și are formula C6H5COONH4. Masa sa moleculară este de 139,15 g/mol. Se prezintă sub formă de cristale. Pierde NH3 la aer; punct de topire 198°; e solubil în apă (1 : 4,7), în alcool (1 : 36). Se păstrează în vase închise ermetic. E folosit drept conservant de clei și de latex.